# Todos somos Colombia
Todos somos Colombia (TSC) est un parti politique colombien de gauche crée en mars 2023, fondé sous la forme d'un mouvement politique en juillet 2017.
Le mouvement est essentiellement personnifié autour de la sénatrice Clara López. Le mouvement est créé en scission avec le Pôle démocratique alternatif et quelques mois avant l'élection présidentielle de 2018 pour soutenir la candidature de Clara López.
Après l'échec à l'élection présidentielle, le mouvement traverse une période de vide, Clara López ayant rejoint le conseil d'administration de Renaissance colombienne. Le mouvement est relancé lors de la création de la coalition du Pacte historique.
Lors des élections législatives de 2022, Clara López est placée à la douzième place du Pacte historique pour le Sénat, elle est élue sénatrice.
En raison de cette élection et de son score important avec le Pacte historique, le mouvement Todos somos Colombia est reconnu en tant que parti politique en mars 2023.
Le parti promeut des idées comme le pacifisme et le nationalisme de gauche.

## Historique

### Lancement du mouvement en juillet 2017
En avril 2017, Clara López démissionne du Pôle démocratique alternatif, dénonçant une « chasse aux sorcières » et une « coexistence » impossible au sein du parti de gauche.
Un mois plus tard, en mai 2017, Clara López se lance pour être candidate à la vice-présidence à l'élection présidentielle de 2018, en alliance avec le Parti libéral colombien et son candidat de l'époque Humberto De la Calle.
La ministre du Travail démissionnaire du gouvernement de Juan Manuel Santos lance son propre mouvement, Todos somos Colombia, à partir de juin et juillet 2017. Le 15 juillet, Clara López convoque une Assemblée locale à Bogota, qui décide de se réunir lors d'une Convention nationale fondatrice le 28 et 29 juillet.
Le 28 et 29 juillet 2017, la Convention nationale décide officiellement la création du mouvement politique Todos somos Colombia, avec Clara López en tant que dirigeante nationale. Lors de la convention, le mouvement décide également de soutenir sa candidature pour l'élection présidentielle de 2018,.
Néanmoins, puisque le nouveau mouvement de gauche ne possède pas de reconnaissance juridique pour les élections, la candidate Clara López obtient le soutien de l'Alliance sociale indépendante pour participer à l'élection présidentielle de 2018.

### Ralliement au Pacte historique et élection de Clara López au Sénat
Lors de la conférence de presse de la création de la nouvelle coalition du Pacte historique le 11 février 2021, Todos somos Colombia décide de le rejoindre et rejoint les nombreux mouvements qui sont membres, malgré l'absence de reconnaissance juridique.
En 2021, Clara López rejoint à nouveau l'Union patriotique et devient candidate avec le parti pour les élections législatives de 2022. Elle est placée à la douzième place de la liste du Pacte historique pour l'élection au Sénat. Elle est élue, la coalition obtenant vingt sénateurs.
Lors de l'élection présidentielle 2022, en tant que membre du Pacte historique, le mouvement Todos somos Colombia soutient la candidature de Gustavo Petro et Francia Márquez.

### Reconnaissance par le Conseil national électoral et élections régionales d'octobre 2023
En mars 2023, Todos somos Colombia est reconnu en tant que parti politique par le Conseil national électoral. L'autorité électorale arguant d'une nécessité de reconnaître un mouvement qui a obtenu un nombre de voix importants et l'élection d'une sénatrice, Clara López.
Lors des élections régionales de 2023, le nouveau parti Todos somos Colombia a une position divisée sur le ralliement au Pacte historique dans chaque département colombien. Dans la majorité des regions, le parti soutient la coalition.
Néanmoins, dans les départements de Chocó, Meta, Quindío et Risaralda, Todos somos Colombia soutient ses propres candidats ou un candidat en dissidence du Pacte historique, notamment à Risaralda.
Dans le cas particulier de l'élection à Bogota, Clara López a été contraint de renoncer à présenter son propre candidat au Conseil de Bogota. Le candidat du parti et dirigeant syndical Francisco Maltés était placé à la treizième place sur la liste du Pacte historique, une décision qui a agacé Clara López et cette dernière à décider de le retirer de la liste.

## Résultats électoraux

### Élections présidentielles
| Année | Candidats            | Candidats       | 1er tour  | 1er tour | 2d tour      | 2d tour      | Résultats |
| Année | Président            | Vice-présidente | Voix      | %        | Voix         | %            | Résultats |
| ----- | -------------------- | --------------- | --------- | -------- | ------------ | ------------ | --------- |
| 2018  | Humberto De la Calle | Clara López     | 396 151   | 2,05     | Non qualifié | Non qualifié | 5e        |
| 2022  | Gustavo Petro        | Francia Márquez | 8 541 617 | 40,34    | 11 291 986   | 50,44        | Élu       |

### Élections législatives
| Sénat | Sénat   | Sénat | Sénat   | Sénat |
| Année | Voix    | %     | Sièges  |       |
| ----- | ------- | ----- | ------- | ----- |
| 2022  | 509 709 | 3%    | 1 / 108 |       |